# USS Tillman (DD-135)
«Тіллман» (англ. USS Tillman (DD-135) — військовий корабель, ескадрений міноносець типу «Вікс» військово-морських сил США за часів Першої та Другої світових війн.
«Тіллман» був закладений 29 липня 1918 року на верфі Charleston Naval Shipyard у Норт-Чарлстоні, штат Південна Кароліна, де 7 липня 1918 року корабель був спущений на воду. 10 квітня 1921 року він увійшов до складу ВМС США.

## Історія служби

### 1940
Американський есмінець «Тіллман» був переданий за угодою «Есмінці в обмін на бази» Королівському флоту Великої Британії. Згідно з цим договором США передавали британцям 50 есмінців зі свого резерву за умови 99-річної оренди британських військових баз у Західній півкулі.
24 серпня 1940 року «Тіллман» був введений в експлуатацію у Філадельфії. Приблизно через три місяці він перейшов до Галіфаксу, Нова Шотландія, пункту передачі «50 кораблів, які врятували світ». 21 листопада 1940 року есмінець прибув до цього порту з останньою групою кораблів, яку передавали Королівським британському та канадському флотам.

### 1942
У березні 1942 року корабель входив до складу ескортних сил, що супроводжували арктичний конвой PQ 12.